# Kaffeeröster

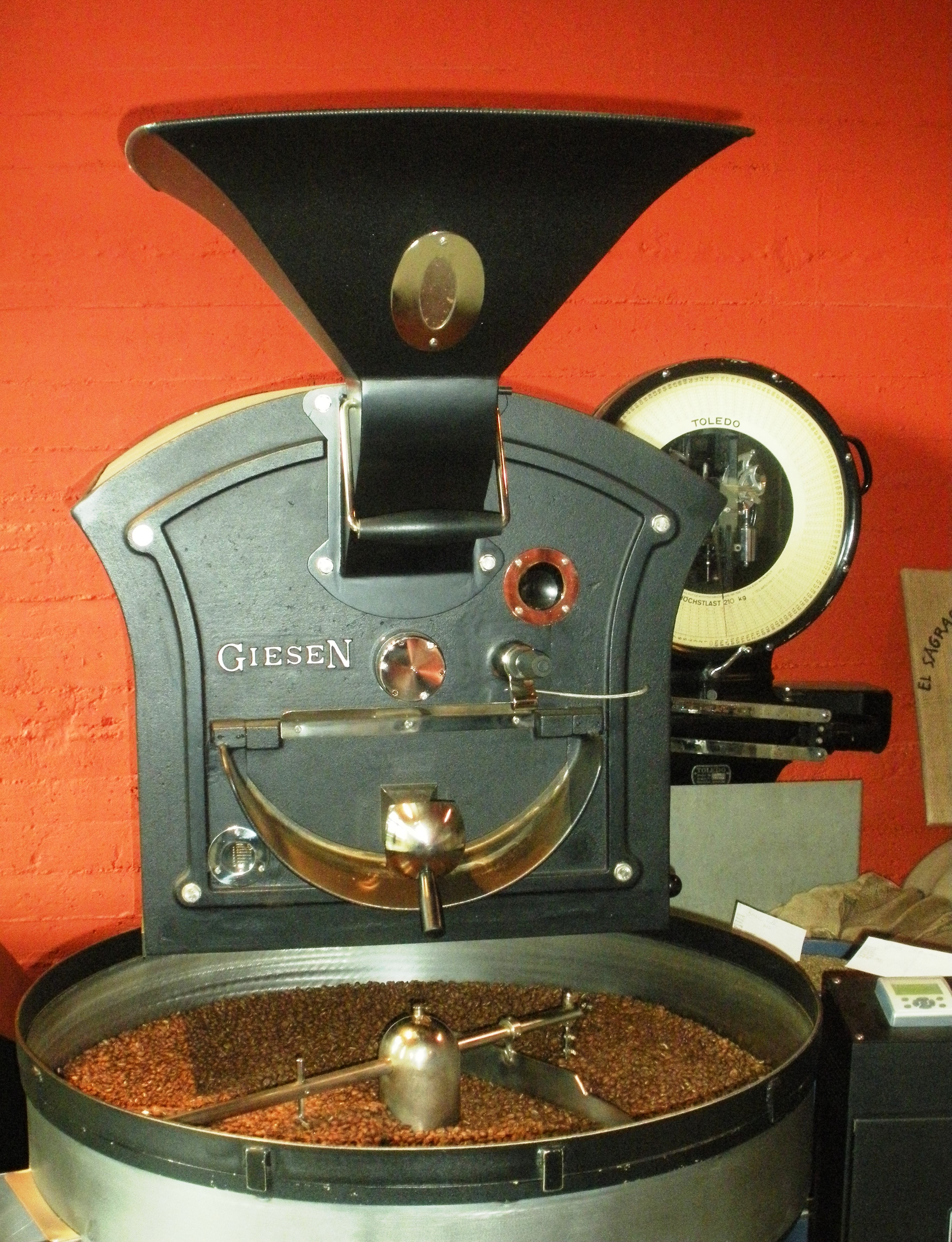
Kaffeeröster für Kleinbetrieb

Ein Kaffeeröster ist eine Vorrichtung, um aus Rohkaffee durch das Rösten der Kaffeebohnen trinkbaren Kaffee herzustellen. Kaffeeröster werden auch zur Produktion von Ersatzkaffee verwendet. Rohkaffee hat viele Inhaltsstoffe wie Coffein, Fette, Proteine, Säuren und Zucker – sie alle beeinflussen Geschmack und Aroma des Kaffees. Doch erst durch eine kontrollierte Verbrennung in einem mehrstufigen Röstprozess kommt es zu chemisch-physikalischen Reaktionen (Bspw. die Maillard-Reaktion), durch die sich die vielfältigen Aromen und der charakteristische Geschmack eines Kaffees entwickeln.

## Funktionsprinzip

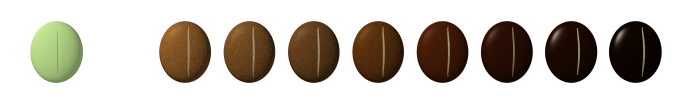
Unterschiedliche Röststufen – von ungeröstet bis zur „Italienischen Röstung“

Zur Röstung muss der verwendete Röster eine vom Röstmeister definierbare Temperatur (typischerweise im „traditionellen Röstverfahren“ 100 °C bis 260 °C) oder eingestellte Temperaturkurve haben. Die Energiezufuhr vom Röster auf die Bohnen erfolgt durch Kontakt und Konvektion oder überwiegend Konvektion. Während der Röstung muss der Kaffee ständig umgewälzt werden, um eine gleichmäßige Erwärmung des Röstgutes und einen gleichmäßigen Röstgrad sicherzustellen. Das ursprünglich noch in den Rohkaffeebohnen enthaltene Wasser (zwischen rund 12 und 18 Prozent des Bohnengewichtes) verdampft, welches als Einbrand bezeichnet wird. Während der Röstung werden häufig Kontrollen der Farbe und anderer sensorischer Kriterien durchgeführt, entweder manuell per Probenzieher oder automatisiert. Zum Abbruch des Röstvorgangs muss der Kaffee schnell abgekühlt werden, damit die Bohnen nicht von innen heraus nachrösten bzw. verbrennen. Dies erfolgt entweder im Luftstrom eines Kühlsiebes außerhalb des Rösters oder bei industriellen Großanlagen durch die Zugabe von Wasser, auch Quenchen genannt. Nach dem Röstvorgang gasen die gerösteten Kaffeebohnen noch über mehrere Tage aus („Nachgasen“). Aus diesem Grund muss beim sofortigen Abpacken des Röstgutes gewährleistet werden, dass mit Hilfe eines Entgasungsventil in der Verpackung die Ausgasung weiterhin erfolgen kann, ohne dass Sauerstoff an die Bohnen gelangt, wodurch das Produkt wiederum frühzeitig ranzig wird. Durch diverse komplexe Reaktionen, insbesondere die Maillard-Reaktion, entsteht das eigentliche Kaffeearoma. Im gerösteten Kaffee konnten bisher über 1000 Aromakomponenten identifiziert werden.
Die Röstung kann im diskontinuierlichen oder kontinuierlichen Betrieb erfolgen. Die Röstzeiten liegen zwischen anderthalb und zwanzig Minuten, wobei die zeitsparenden Industrieröstverfahren im Ultraheißluftstrom bei Temperaturen von bis zu 550 °C angewendet werden. Siehe dazu auch unter Kaffee den Abschnitt Rösten.

## Anwendungsbereiche

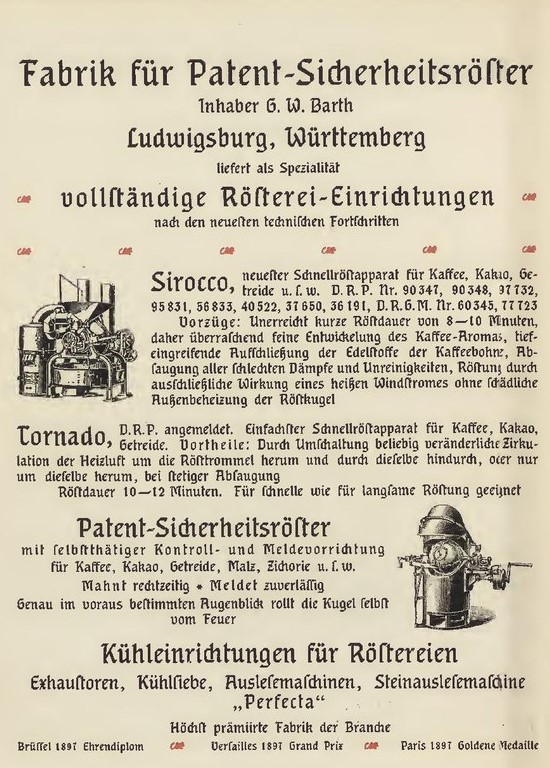
Hersteller von Röstern (1900)

Für die Röstung werden für verschiedene Anwendungsfälle unterschiedliche Geräte eingesetzt:
Probenröster
Ein Gerät zum Rösten kleiner Mengen Kaffees im Labor oder in Proben- bzw. Verkostungsküchen. Diese Geräte werden auf Plantagen, im Rohkaffeehandel und in der Produktion eingesetzt. Mit Probenröstern können Rohkaffeepotentiale und deren Eigenschaften ermittelt, Kaffeequalitäten für Verkostungen in kleinen Chargen hergestellt und Mischungen getestet werden. Auch sind Probenröster eine große Hilfe bei der Röstprofilermittlung und -erstellung (optimale Temperatur und Röstdauer) für größere Anlagen und bei der laufenden Qualitätskontrolle. Es gibt Geräte mit einer und solche mit bis zu sechs Rösttrommeln, um zwecks Zeitersparnis mehrere Teströstungen parallel laufen zu lassen.
Laden- oder Kleinröster
Geräte für die laufende Produktion kleiner Mengen Kaffees. Typische Größen sind 1 kg bis 25 kg. Meist werden hierfür Trommelröster, die elektrisch oder mit Gas beheizt werden, verwendet, wobei Gasanlagen – am Beispiel der Gasherde – die Temperatursteuerung erleichtern. Mit diesen Geräten können kleine Mengen Kaffees auf Kundenwunsch, sortenreine, unverschnittene Kaffees oder Blends nach den Vorstellungen eines Röstmeisters hergestellt werden.
Industrieröster
Röstanlagen für den Gebrauch in Fabriken sind Apparate im industriellen Maßstab. Mit dem Begriff Industrieröster werden Röster in Produktionsprozessen bezeichnet, die Kaffee rösten. Oft werden verschiedene Heissluftverfahren eingesetzt, diese sind sparsamer, schneller und ermöglichen einen kontinuierlichen Prozess. Oft sind diese in Produktionslinien integriert, die von der Reinigung und Mischung der Rohkaffeebohne bis zum gemahlenen, konfektionierten Endprodukt (Vakuumverpackung, Pad etc.) alle Prozessschritte in einer geschlossenen Kette ablaufen.
Heimröster
Nach dem einfachen Rösten des Rohkaffees in der offenen Bratpfanne war einst der Kaffeeröster ein gängiges Küchengerät. Die Geräte verbreiteten sich im 18. und 19. Jahrhundert mit der Einführung des Kaffees zunächst in wohlhabenden Häusern und allmählich auch im Bürgertum und auf dem Land. Es gab Kaffeeröster für den Einsatz am offenen Feuer der Bauernhäuser in Topfform und als Einsatz in Kohleherde. Die Töpfe waren mit einem Schiebe- oder Klappdeckel versehen. Eine weitere Variante waren Trommelröster aus Eisenblech. Die Geräte wurden solange in der Glut gedreht, bis sich die gewünschte Farbe und das typische Aroma bildete.
Dazu wurden die Röster für das offene Feuer auf einem Dreibein oder Feuerbock gelagert oder an einem speziellen Ständer mit Drehmechanik eingehängt.
Im 20. Jahrhundert, besonders in oder nach Kriegszeiten, wurde die private Kaffeeröstung erneut populär. Dies hatte verschiedene Gründe; gerösteter Bohnenkaffee wurde bis 1953 sehr hoch besteuert (zuletzt in Deutschland mit 10 DM/kg) und war schlecht verfügbar, so wurde Rohkaffee oft mit anderen Ersatzkaffees versetzt, um ein günstigeres Produkt zu erhalten. Oder es wurden sehr verschiedene Ersatzkaffees nach Verfügbarkeit getrunken.
Heute werden Heimröster nur von kleinen Teilen der Bevölkerung im Hobbybereich eingesetzt. Hier sind die Gründe in bestimmten Präferenzen, wie der Optimierung von Aroma, Geschmack, Säure, Körper, Crema oder der Auswahl von Rohkaffeespezialitäten, zu suchen. Zudem auch in Deutschland um die aktuell erhobene Kaffeesteuer in Höhe von 2,19 Euro je Kilogramm Röstkaffee einzusparen oder um sicher zu gehen, dass der Kaffee in einem schonenden Langzeitverfahren geröstet wurde. Zudem finden viele kommerzielle Röster den Berufseinstieg über Heimröster. Röstungen werden entweder in eigens dafür hergestellten Geräten durchgeführt, welche entweder mit einem elektrischen Heizelement oder mit einer Gasbefeuerung betrieben werden.

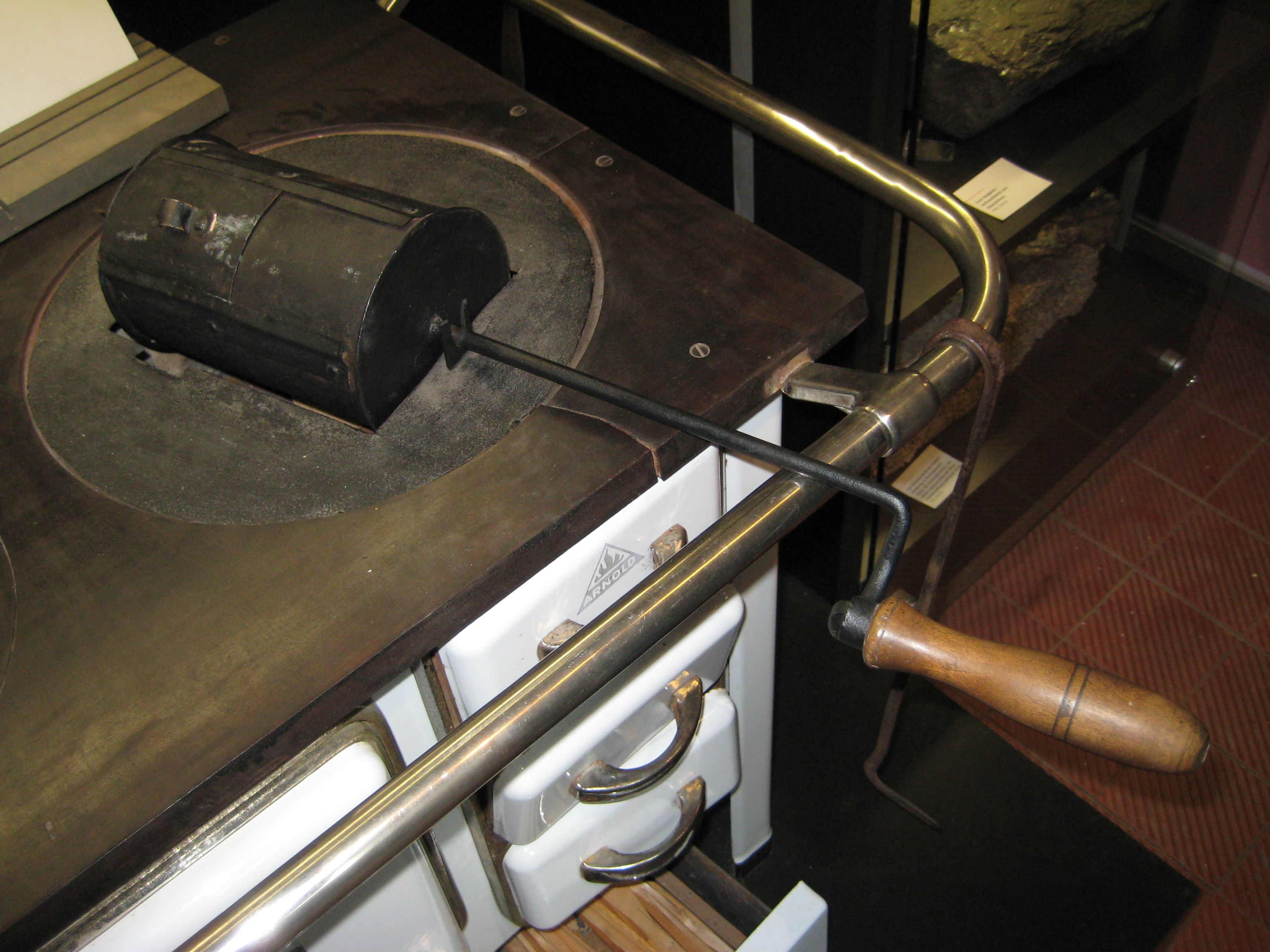
Historischer Kaffeeröster für den Einsatz auf dem Herdfeuer
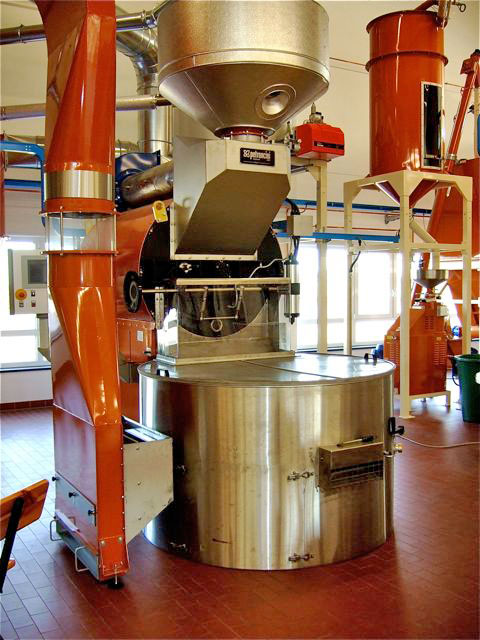
Großtechnische Röstanlage
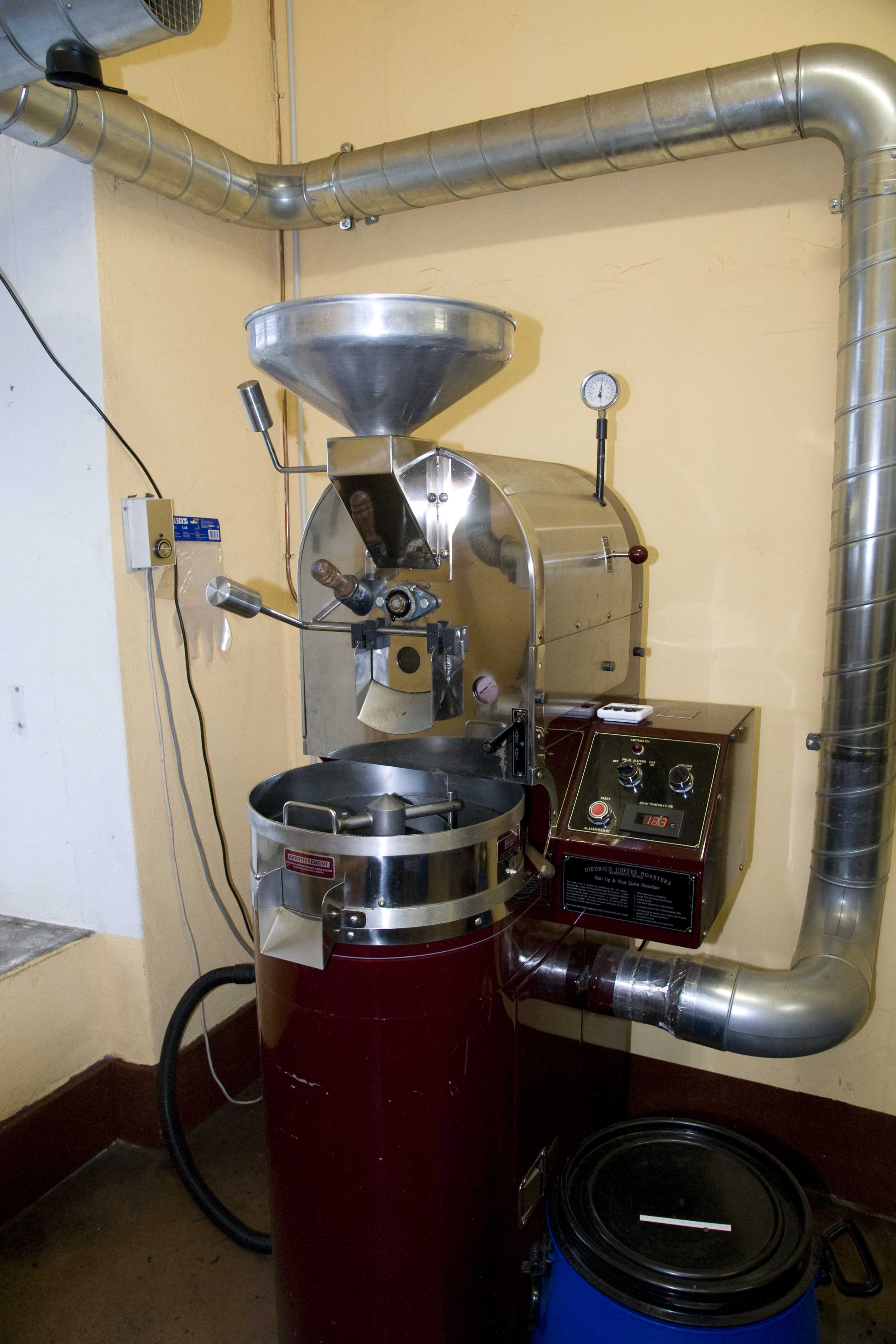
Kleingewerbliche Trommelröstmaschine mit Heißluftabfuhr
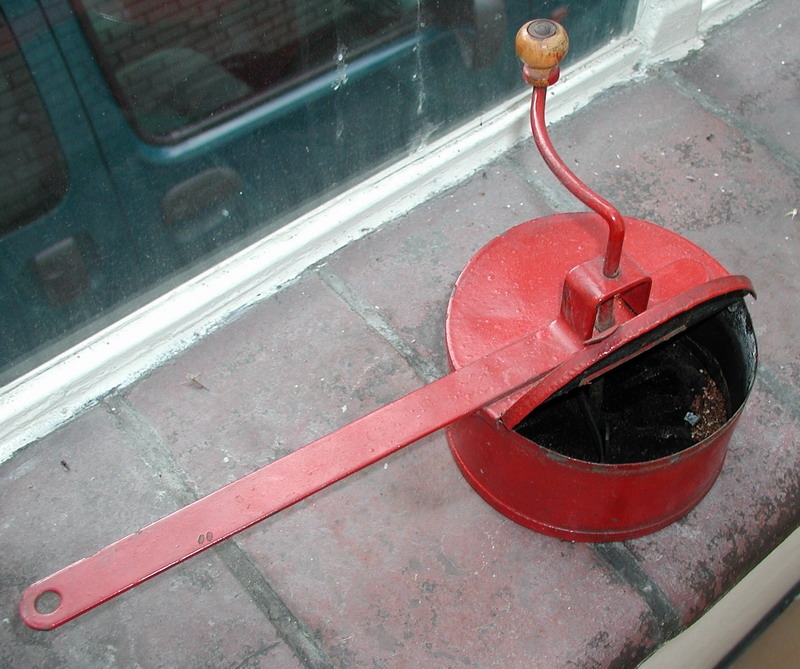
Historischer Kaffeeröster für den Heimgebrauch (vermutlich Anfang 20. Jh.)
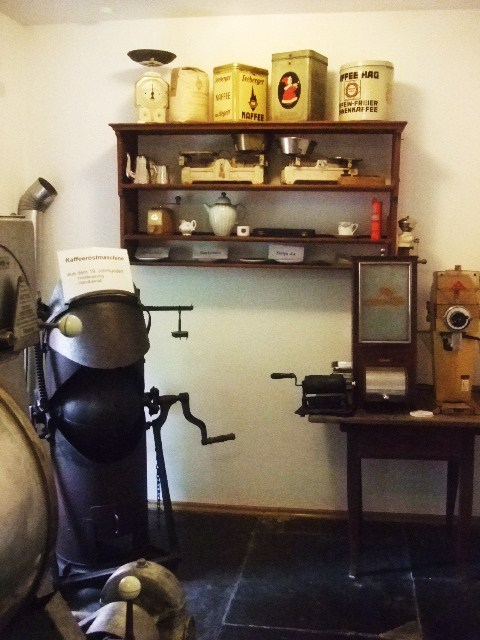
Kugelröster zu Röstzwecken (Weberei- und Heimatmuseum Laichingen)
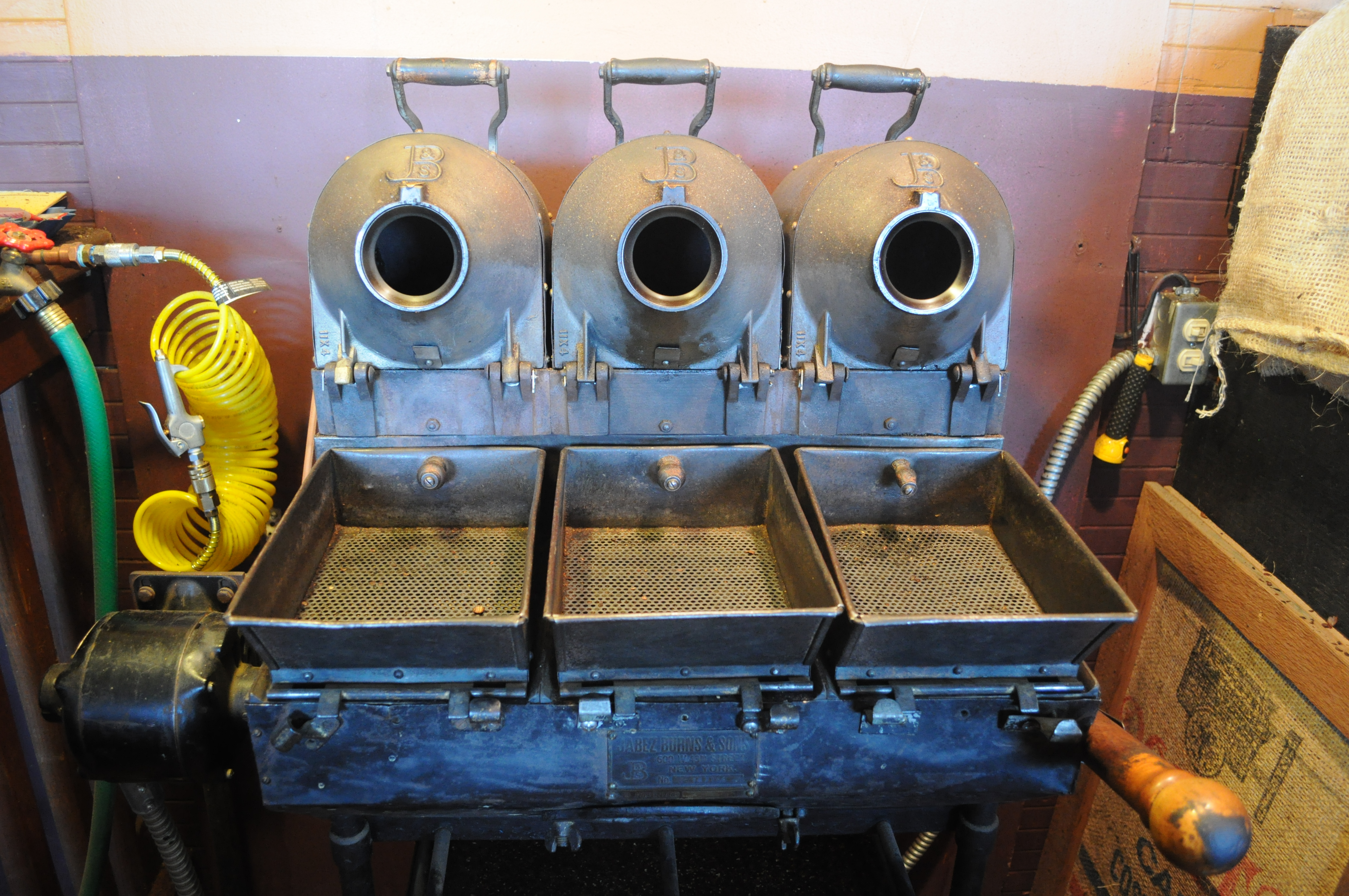
Probenröster für drei Parallelröstungen
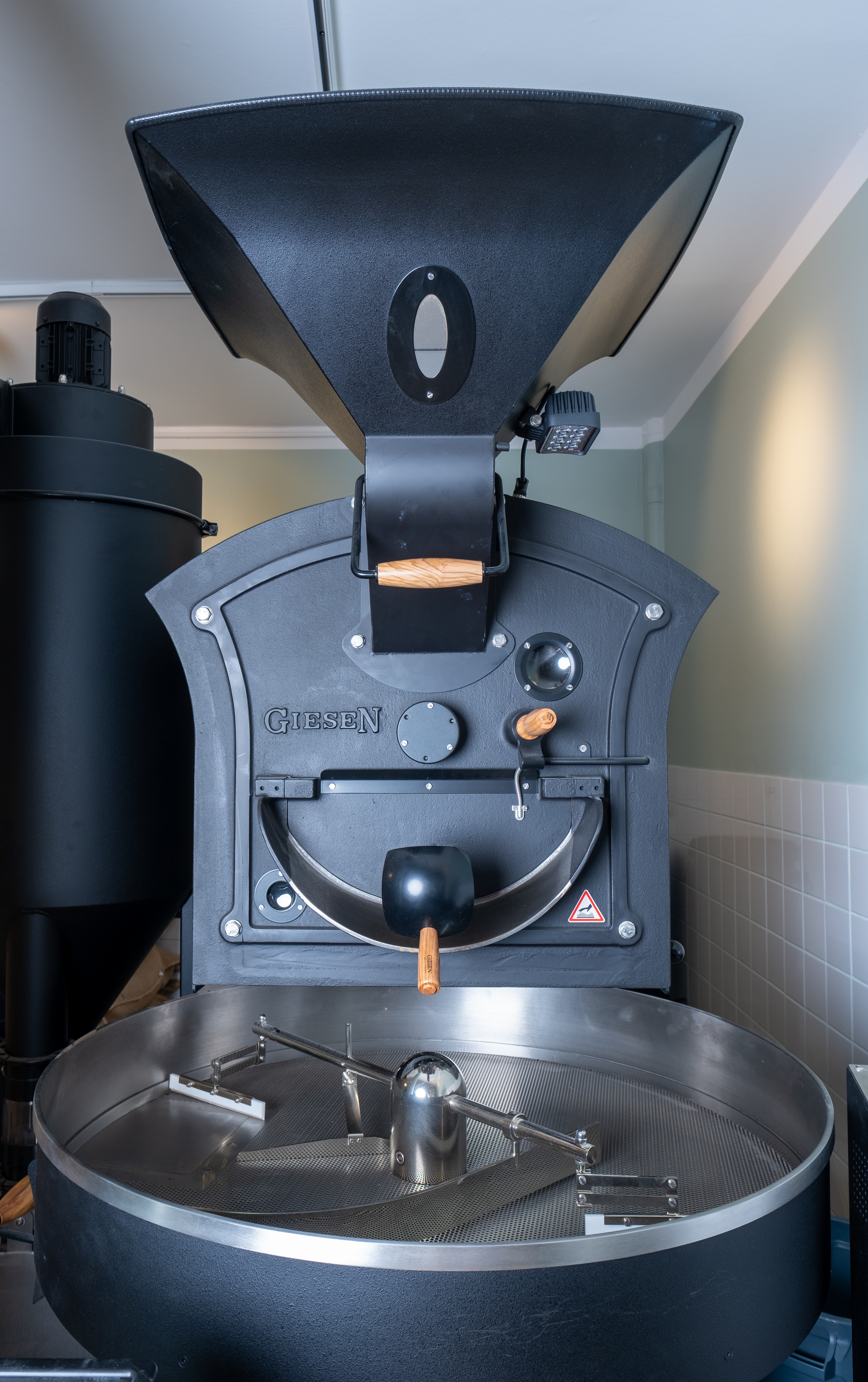
Kaffeeröster bei Suedhang Kaffee in Tübingen